# Imikuimod
Imikuimod (INN) lek na recept koji deluje kao modifikator imunskog odgovora. On se prodaje pod imenima Aldara, Zyclara, i Beselna.

## Istorija
Originalno FDA odobrenje je bilo izdato 27. februara 1997, (FDA zahtev broj (NDA) 020723, kompanije 3M). Imikuimod je odobren za lečenje keratoze, karcinoma površinskih bazalnih ćelija, i spoljašnjih genitalnih bradavica. Nepoželjne nuspojave su bile prijavljene, u nekim slučajevima ozbiljne is i sistemske. To je dovelo do promena upozorenja na etiketi leka.

## Upotreba
Imikuimod je krema koja se koristi za lečenje pojedinih oboljenja kože, kao što su rak kože (karcinom bazalnih ćelija, Bouenova bolest, površinski karcinom skvamoznih ćelija, neki površinski maligni melanomi, i aktinična keratoza), kao i genitalne bradavice (condylomata acuminata). On je takođe bio testiran za lečenje molluscum contagiosum, vulvarne intraepitelne neoplazije, običnih bradavica koje se teško leče, i vaginalne intraepitelne neoplazije. Izuzetni kozmetički rezultati su proizašli iz tretmana karcinoma bazalnih ćelija i karcinoma skvamoznih ćelija in-situ, mada morbiditet i nelagodnost lečenja mogu biti ozbiljni.

## Hemija
Imikuimod se može pripremiti iz 4-hloro-3-nitrohinolina.

## Literatura
1. ↑  van Egmond S, Hoedemaker C, Sinclair R (2007). „Successful treatment of perianal Bowen's disease with imiquimod”. Int J Dermatol. 46 (3): 318—9. PMID 17343595. doi:10.1111/j.1365-4632.2007.03200.x.
2. ↑  van Seters M; van Beurden M; ten Kate FJ;  . (2008). „Treatment of vulvar intraepithelial neoplasia with topical imiquimod”. The New England journal of medicine. 358 (14): 1465—73. PMID 18385498. doi:10.1056/NEJMoa072685. Архивирано из оригинала 27. 02. 2009. г. Приступљено 09. 05. 2011.
3. ↑  Buck HW, Guth KJ (2003). „Treatment of vaginal intraepithelial neoplasia (primarily low grade) with imiquimod 5% cream”. Journal of lower genital tract disease. 7 (4): 290—3. PMID 17051086. doi:10.1097/00128360-200310000-00011.

## Spoljašnje veze
- Imikuimod krema Архивирано на веб-сајту  (19. јул 2008)
- Aldara[мртва веза]

|  | Molimo Vas, obratite pažnju na važno upozorenje u vezi sa temama iz oblasti medicine (zdravlja). |